# マイケル・ファン・デル・ヴェルフ
マイケル・ファン・デル・ヴェルフ（Maikel van der Werff, 1989年4月22日 - ）は、オランダ・ホールン出身の元プロサッカー選手。現役時代のポジションはディフェンダー。

## クラブ経歴
FCフォレンダムの下部組織出身。2008年11月開催のKNVBカップ3回戦・AFCアヤックス戦でトップチームデビュー。2009年11月開催のMVVマーストリヒト戦で初ゴールを挙げ、5-2の勝利に貢献した。
2013年1月、2年半契約でPECズヴォレに移籍。推定移籍金は14万ポンド。2013年3月、アヤックス戦で移籍後初出場。同月ADOデン・ハーグ戦で移籍後初ゴール。2014年のKNVBカップは決勝戦を除く全試合に出場、優勝に貢献した。
2015年2月、シーズン終了後にフィテッセに移籍することが発表された。
2019年7月2日、FCシンシナティに移籍した。
2022年1月21日、PECズヴォレに復帰した。
2023年10月、現役引退を表明した。

## タイトル
PECズヴォレ
- KNVBカップ : 2013-14